# Järbo kyrka, Gästrikland
Järbo kyrka är en kyrkobyggnad som tillhör Järbo församling i Uppsala stift. Kyrkan ligger i kyrkbyn Järbo i Sandvikens kommun.

## Kyrkobyggnaden
Kyrkan har en stomme av trä och består av ett treskeppigt långhus med kor i öster och torn i väster. Korsarmar sträcker sig ut från korets norra och södra sida. Ytterväggarna täcks av liggande fasspont.

### Tillkomst och ombyggnader
Fram till mitten av 1800-talet fick Järboborna färdas över en mil till Ovansjö kyrka. 1856 uppfördes ett kapell av dom själva i Järbo för egna kostnader som även nyttjades som skollokal. Byggnaden hade ett lågt sluttande spjältak med timrade väggar. 1 mars 1860 under skoltid rasade taket in på grund av all ovanliggande snö. Framförallt på den södra sidan var där mest snömassor. Orsaken skulle bero på att väggarna inte hade tillräcklig förbindning med stödjande ankarjärn som kunde motstått snömassan. Tursamt så var sakristian där 60-70 skolbarn höll lektion, fullständigt intakt. En altarprydnad hannt räddas. Församlingen använde ett torkhus, s. k. Ria, som ersättning men detta hus ansågs för otjänligt i längden. Församlingens kapellpastor och lärare Alfred Stenmetz skickade ganska omgående efter första Böndagen söndagen 4 mars, in en ödmjuk uppmaning till tidningarna om bidrag från allmänheten för en ny byggnad. Kollekt upptogs också i Gefle kyrka för ändamålet. Nämnas bör också brukspatron Hjalmar Petré som bidrog stort både vid första som andra byggnaden liksom han även år 1861 lovat ge 1000 riksdaler i årlig lön åt kapellpastorn. Genast påbörjades bygget av nuvarande kyrka under ledning av byggmästare Erik Lundin. Ritningarna var gjorda av arkitekt L. E. Åman. Redan första advent 1860 hölls första gudstjänsten i nya kyrkan som troligen bara bestod av ytterväggar och tak. 1862 var kyrkan färdigställd och 17 juni 1863 ägde invigningen rum. Mer kollekter för Järbo kyrka upptogs även 1866 i de större stadskyrkorna. Uppsättning av nya klockor i den skedde 1880. Arbetet för uppsättningen av kyrkklockorna leddes av ingenjör Lennerfeldt med material för uppsättningen skänkt av Inspektor Hedberg. Tidigare hade två trianglar, s. k. "klockvinklar" använts gjorda av Bessemerstål och tillverkades vid Högbo bruk. Dessa satt i en låg ställning där den stora klockvinkeln vägde 10 Lispund (85 kg) och hördes tre fjärdedels mil. 1914 installerades elektrisk belysning. 1949 sattes första tornuret upp efter en insamling bland församlingsborna. En restaurering genomfördes 1953 då kyrkan fick sitt nuvarande utseende. Båda trapporna till kyrkorummets läktare togs bort, taket över predikstolen sänktes och ett nytt värmesystem installerades. Vid mitten av 1990-talet försågs läktaren med ny trappa av säkerhetsskäl.

## Inventarier
- Altartavlan, som kallas "Påskmorgon", är utförd av Olle Hjortzberg.
- Två kyrkklockor gutna 1880 av klockgjutare Johan A. Beckman i Stockholm. De väger 11 centner (467,5 kg) och 8 centner (340 kg).[6]

Orgel
- En orgel blev byggd 1866 av Erik Adolf Setterquist i Örebro. Invigning skedde söndagen 23 december 1866 av kontraktsprosten Johan Reinhold Hillberg (1793-1868).
- En orgel blev skänkt av P. Andersson i Slättäng och invigdes söndagen 29 oktober 1905.[7]
- Den nuvarande orgeln byggdes 1953 av Grönlunds orgelbyggeri AB, Gammelstad.

| Man I. Huvudverk | Man II. Öververk    | Pedal       | Koppel |
| ---------------- | ------------------- | ----------- | ------ |
| Principal 8      | Rörflöjt 8          | Subbas 16   | II/I   |
| Gedackt 8        | Principal 4         | Oktava 8    | II/P   |
| Oktava 4         | Waldflöjt 2         | Principal 4 | I/P    |
| Spetsflöjt 4     | Sifflöjt 1          | Fagott 16   |        |
| Kvint 2 2/3      | Sesquialtera 2 chor | Skalmeja 4  |        |
| Oktava 2         | Krumhorn 8          |             |        |
| Mixtur 4 chor    | Tremulant           |             |        |
| Trumpet 8        |                     |             |        |